# Paratoxotus argodii
Paratoxotus argodii là một loài bọ cánh cứng trong họ Cerambycidae.